# Ašur-dan III.
Ašur-dan III. je bil kralj Asirije, ki je vladal od leta 772 do 755 pr. n. št., * ni znano, † 755 pr. n. št.
Bil je sin Adad-nirarija III. Na prestolu je leta 773 pr. n. št. nasledil svojega brata Šalmaneserja IV. Asirska monarhija je med njegovim vladanjem doživljala zelo težke čase. Vladanje je zelo omejeval vpliv dvornih veljakov, zlasti Šamši-iluja, takratnega  vrhovnega poveljnika vojske (turtanu). Po eponimnem kanonu je leta 765 pr. n. št. Asirijo prizadela kuga, v naslednjem letu pa kralj ni mogel izvesti vojnega pohoda, ki so ga sicer vsako leto izvedli asirski kralji. Leta 763 pr. n. št.  je izbruhnil upor, ki je trajal do leta 759 pr. n. št., ko je Asirijo prizadela  nova kuga.
Vladavine Ašur-dana III. in njegovih predhodnikov so bile datirane na osnovi edine zanesljive omembe Sončevega mrka v asirskih kronikah, ki se je zgodil 15. junija 763 pr. n. št. (Bur-Sagalejev mrk).
Ašur-dana III. je nasledil brat Ašur-nirari V.